# Trachydactylus spatalurus
Espèce
Synonymes
- Bunopus spatalurus Anderson, 1901
- Trachydactylus jolensis Haas & Battersby, 1959

Statut de conservation UICN

 LC  : Préoccupation mineure
Trachydactylus spatalurus est une espèce de geckos de la famille des Gekkonidae.

## Répartition
Cette espèce se rencontre au Yémen et en Oman.

## Description
C'est un gecko insectivore, terrestre et nocturne.

## Taxinomie
La sous-espèce Bunopus spatalurus hajarensis a été élevée au rang d'espèce par Pous et al. en 2015.

## Publication originale
- Anderson, 1901 : A list of the reptiles and batrachians obtained by Mr. A. Blayney Percival in southern Arabia. Proceedings of the Zoological Society of London, vol. 1901, p. 137-152 (texte intégral).